# Lungani
Lungani è un comune della Romania di 5 556 abitanti, ubicato nel distretto di Iași, nella regione storica della Moldavia.
Il comune è formato dall'unione di 4 villaggi: Crucea, Goești, Lungani, Zmeu.